# Bank Leumi
Bank Leumi este o bancă din Israel, fondată în 1902 în Jaffa sub numele Anglo Palestine Company cu scopul de a sprijini dezvoltarea economică a viitorului stat israelian. 
Banca este listată la bursa din Tel Aviv. Banca este deținută în principal de investitori privați și 14,8% din acțiuni sunt deținute de către guvernul israelian.

## Istoric
După înființarea statului Israel în 1948, banca a obținut concesiunea de a emite noi bancnote și a fost redenumită Banca Națională a Israelului (Bank Leumi le-Israel) în 1950. În 1954, banca a devenit o bancă comercială după înființarea Băncii Israelului.
În 1971, Bank Leumi a achiziționat Arab Israel Bank care avea 35 de sucursale.
În 1983, banca a fost naționalizată în urma crizei acțiunilor bancare de către guvernul Israelului.
În 2006, banca achiziționează Eurom Bank de la Kolal BV pentru 41,7 milioane de dolari (35 milioane de euro).
În 2011, Bank Leumi a achiziționat banca Banque Safdie SA din Geneva pentru 143 milioane CHF. În 2012, Bank Leumi Switzerland a fuzionat cu Banque Safdie pentru a forma Leumi Private Bank.
În iulie 2014, Bank Julius Baer a cumpărat Bank Leumi Luxemburg și clienții Leumi Private Bank.
În 2022, filiala americană a băncii, Bank Leumi USA, a fost cumpărată de Valley National Bank pentru 1,2 miliarde USD în numerar și acțiuni.

## Controverse
În 2007, banca a negat că ar deține fonduri depuse de evrei care au fost omorâți în timpul Holocaustului. În 2011, banca a plătit 130 milioane NIS după ce o anchetă a susținut că 300 milioane NIS erau deținute în 3.577 de conturi inactive.
Bank Leumi a fost criticată pentru implicarea sa în activități legate de așezările israeliene din teritoriile ocupate, considerate ilegale conform dreptului internațional. În 2017, fondul de pensii danez Sampension a exclus banca din portofoliile sale, iar în 2020, Organizația Națiunilor Unite a inclus Bank Leumi pe o listă de companii care sprijină aceste așezări. În 2021, și cel mai mare fond de pensii din Norvegia, KLP, a decis să se retragă din investițiile în bancă din același motiv.

## Bank Leumi România
Eurom Bank (urmașa băncii Dacia Felix) a fost redenumită în Bank Leumi România în 2006.
În 2008, banca deținea în România o rețea de 38 de unități cu active de 474 milioane de dolari.
Pe 10 iulie 2019, First Bank a finalizat achiziția Bank Leumi România, ce opera 15 sucursale cu active de 250 de milioane de euro.